# Ptačí oblast Orlické Záhoří
Ptačí oblast Orlické Záhoří se nachází na východním okraji Královéhradeckého kraje při hranici s Polskem.
Území ptačí oblasti je tvořené enklávou lučních porostů ležících v rozmezí nadmořských výšek 660 až 770 m n. m. a je obklopeno rozsáhlými lesy Orlických a Bystřických hor.
Rozlohou 903,7 ha je šestou nejmenší oblastí v České republice. Probíhá po linii SZ – JV v délce necelých 8 km a jeho šíře kolísá mezi 1 a 1,5 km.
Celé území je ovlivněno dřívějším zemědělským hospodařením. V současnosti je valná část pozemků vypásána nebo kosena.
Oblast je pravidelně ornitologicky sledována a monitorována. Podmáčené pozemky zůstávající ladem jsou velmi dobrým hnízdním biotopem pro silně ohroženého chřástala polního (Crex crex), jenž zde byl akusticky zjištěn nejméně na 30 místech. Z okolních lesů sem zaletuje za potravou několik jedinců čápa černého (Ciconia nigra) a včelojeda lesního (Pernis apivorus). Zvyšující se podíl keřů je stanovištěm ťuhýka obecného (Lanius collurio).

## Fotogalerie

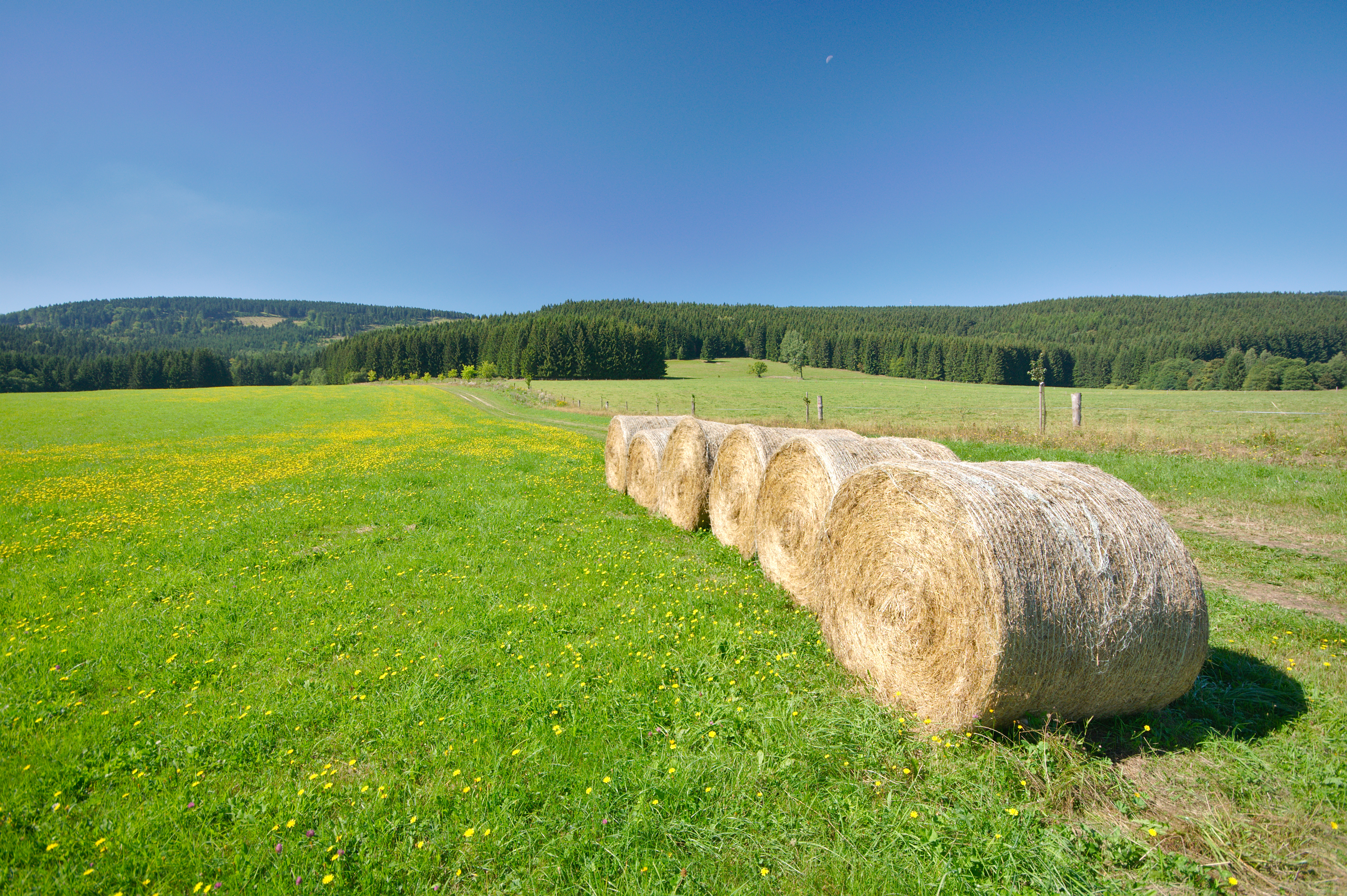
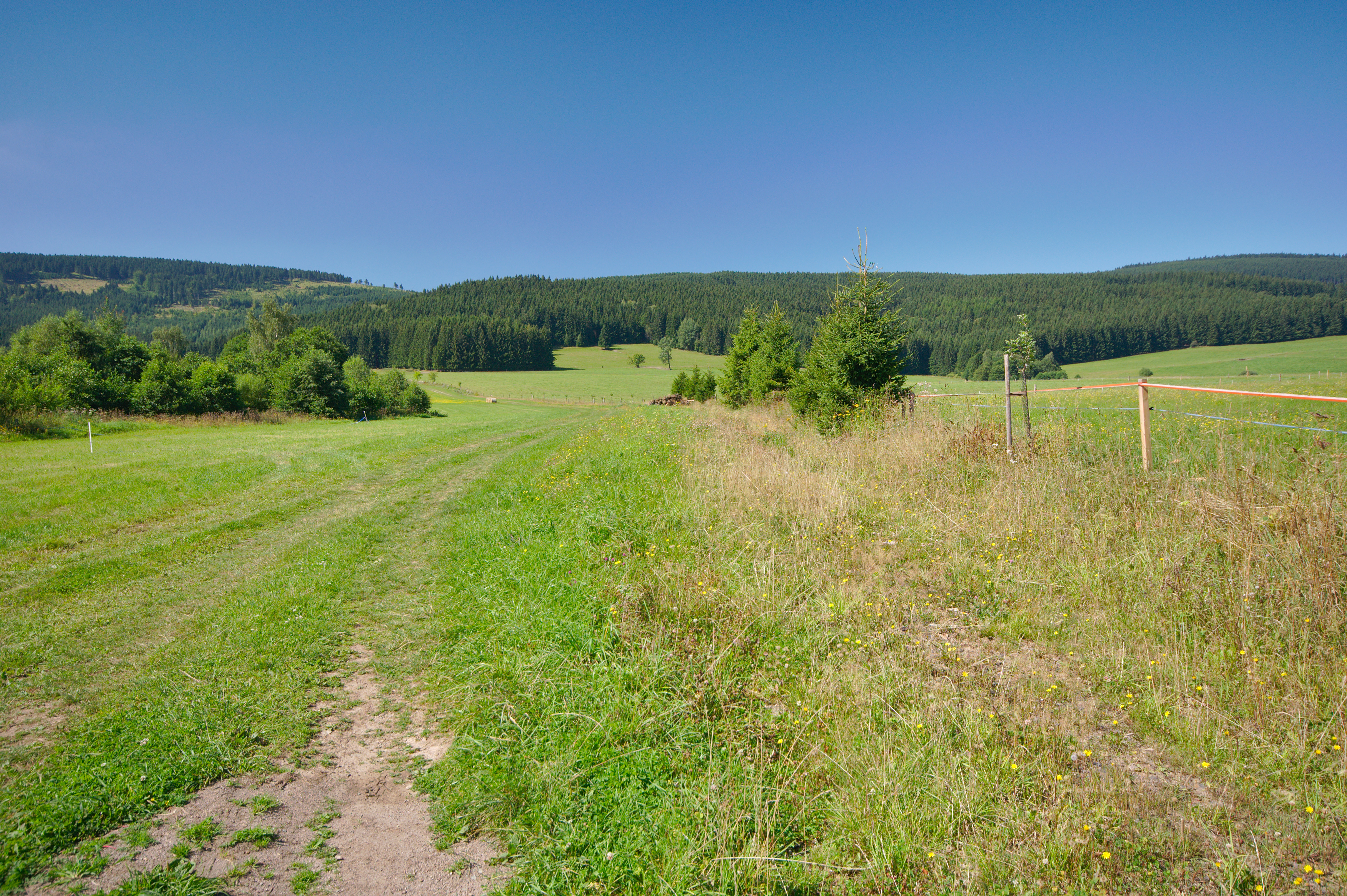
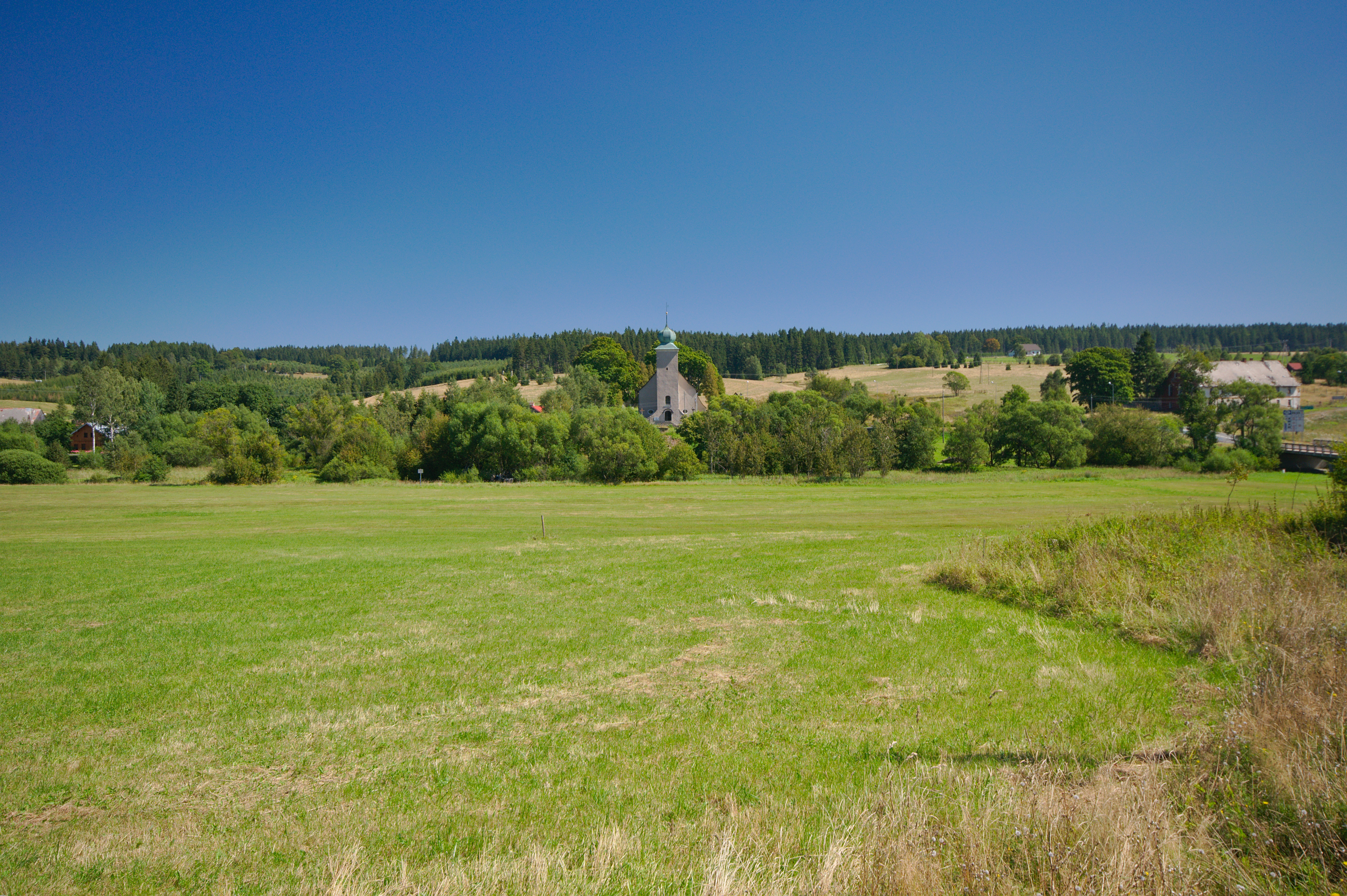
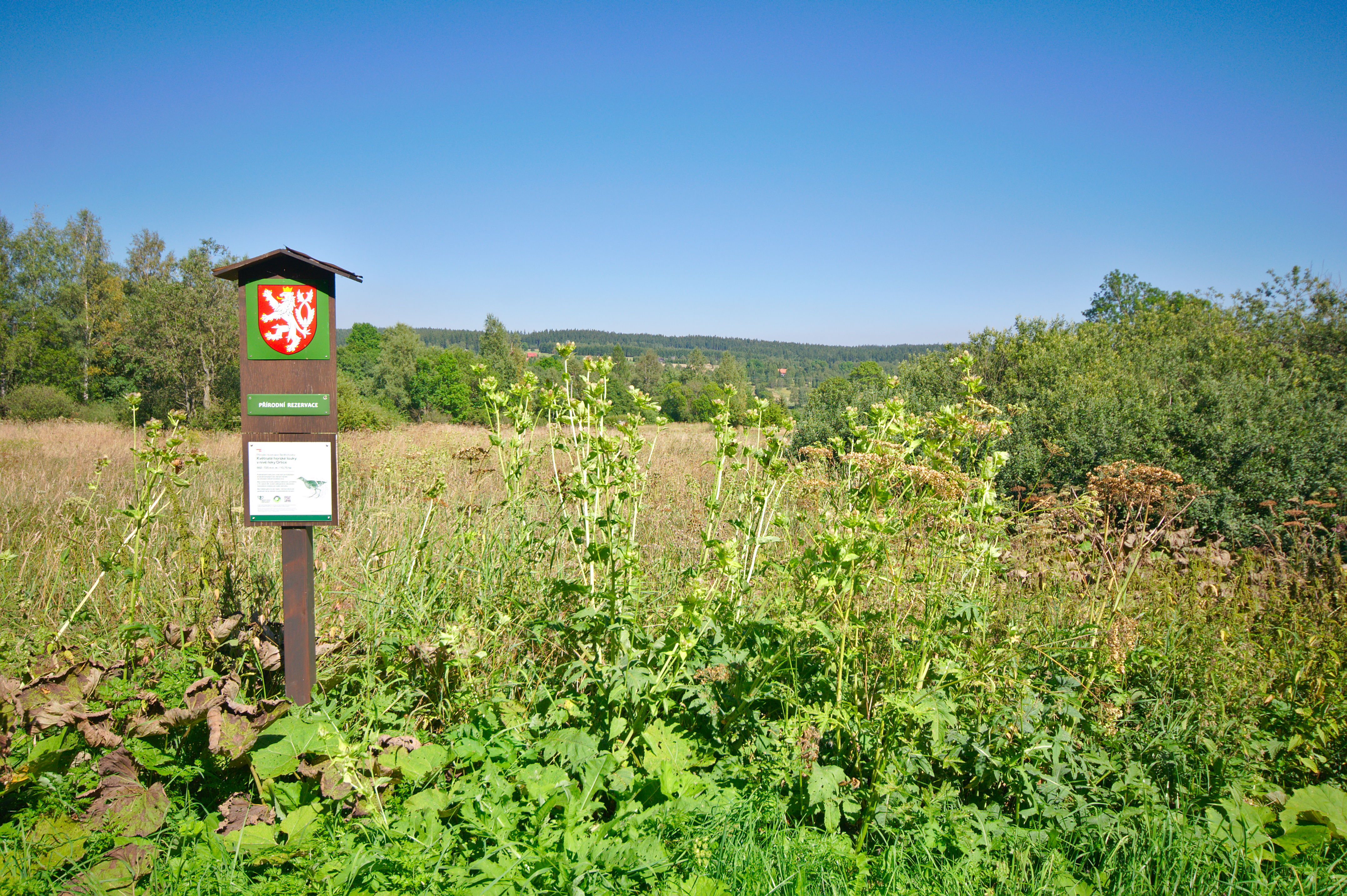
Přírodní rezervace Bedřichovka, biotop chřástala polního (Crex crex)